# Bujor românesc
Bujorul românesc (Paeonia peregrina Mill. var. romanica) este o specie de bujor din familia Paeoniaceae prezentă în pădurile de câmpie sau la marginea acestora, în Dobrogea, Muntenia și sudul Moldovei. Floarea roșie are petale mai puține decât bujorul de grădină. Este o plantă ocrotită de lege, nu trebuie distrusă sau colecționată. Se găsește în Parcul Natural Comana în locurile însorite, precum și în Pădurea Troianu din județul Teleorman.
Bujorul a fost declarat prin lege floarea națională a României, legea intrând în vigoare pe 26 octombrie 2022.